# Nati nel 1975/Senza giorno specificato
| Questa pagina contiene informazioni ricavate automaticamente dalle voci biografiche con l'ausilio del template Bio e di un bot. L'aggiornamento è periodico e automatico e ricostruisce completamente la pagina. Se manca una persona in questa lista, sei pregato di non aggiungerla, ma accertati piuttosto che la sua voce biografica contenga il template Bio e che i dati anagrafici siano correttamente compilati. Se il template Bio manca, inseriscilo tu stesso o, in alternativa, metti l'avviso {{tmp\|Bio}} che ne segnala la mancanza. Se i dati riportati sono sbagliati, correggi direttamente la voce biografica; le modifiche saranno visibili in questa lista entro pochi giorni. Per chiarimenti vedi il progetto biografie. La lista contiene solo le 188 persone che sono citate nell'enciclopedia e per le quali è stato implementato correttamente il template Bio. Pagina aggiornata al 2 ago 2025. |

- Eva Abu Halaweh, avvocata giordana
- Fabrizio Acanfora, scrittore, blogger e attivista italiano
- Waris Ahluwalia, attore, sceneggiatore e regista indiano
- Qari Ahmadullah, politico afghano († 2001)
- Erika Aifán, giudice guatemalteca
- Ali Al Jallawi, poeta bahreinita
- Tanya Allen, attrice canadese
- Djaili Amadou Amal, scrittrice e attivista camerunese
- Fredrik Andersson, batterista svedese
- Josephine Angelini, scrittrice statunitense
- Cédric Anger, regista e sceneggiatore francese
- Daimion Applegath, ex sciatore alpino canadese
- Fabien Archambault, storico francese
- Hennssy Auriantal, ex cestista e allenatore di pallacanestro canadese
- Chris Ayers, illustratore statunitense
- Lhoussain Azergui, scrittore e giornalista marocchino
- Andrés Barba, scrittore spagnolo
- Matteo Bartocci, giornalista italiano
- Corina Belcea, violinista rumena
- Ramon Berloso, serial killer italiano († 2010)
- Thomas Bihl, giocatore di poker tedesco
- Matteo Bittanti, scrittore e docente italiano
- Kylie Booth, ex sciatrice alpina canadese
- Simone Borghi, cantautore e musicista italiano
- Michiel van den Bos, compositore e musicista olandese
- Clare Bowditch, cantautrice, attrice e imprenditrice australiana
- Greta Bradman, soprano e cantante australiana
- Amel Brahim-Djelloul, soprano e cantante lirica algerina
- Marianne Bréchu, ex sciatrice alpina francese
- Oliver Burkeman, giornalista e scrittore britannico
- Niclas Carpelan, ex giocatore di football americano e allenatore di football americano finlandese
- Giuseppe Caruso, scrittore e giornalista italiano
- Lucía Casanueva, giornalista e imprenditrice spagnola
- Alessandra Cassani, ex nuotatrice italiana
- Principe, rapper italiano
- Charlotte Chatton, attrice britannica
- Filippo Cipriano, manager, autore televisivo e regista italiano
- Silvia Colasanti, compositrice italiana
- Jennifer Collins, ex sciatrice alpina statunitense
- Enrico Coniglio, musicista italiano
- Alessandro Cuozzo, compositore italiano
- Stefan Curra, ex sciatore alpino austriaco
- Charles Dago, ex calciatore ivoriano
- Alberto Dati, musicista, saggista e produttore discografico italiano
- Gianluca De Novi, ingegnere e imprenditore italiano
- Carolina De Robertis, scrittrice statunitense
- Werther Dell'Edera, fumettista italiano
- Damien Dempsey, cantautore irlandese
- Vincenzo Di Betta, cantante, organista e direttore di coro italiano
- Julianna Di Giacomo, soprano statunitense
- Sean Dunne, regista e produttore cinematografico statunitense
- Rania Ezzat, artista egiziana
- Dado, artista italiano
- Cordelia Fine, psicologa e divulgatrice scientifica inglese
- Federico Finozzi, nuotatore italiano († 2017)
- B. Fleischmann, musicista austriaco
- Tiziano Fratus, scrittore e poeta italiano
- Helmut Fritz, cantante francese
- Koichi Fukuda, chitarrista e tastierista giapponese
- Ozmo, artista italiano
- Keith Gessen, romanziere e editore statunitense
- Yasmine Ghata, scrittrice francese
- Nicolás Giacobone, sceneggiatore argentino
- Nicolas Grenier, poeta e cantautore francese
- Tony Grey, musicista inglese
- T. Raumschmiere, disc jockey tedesco
- Ebenezer Hagan, ex calciatore ghanese
- Melissa Harrison, scrittrice britannica
- Samantha Harvey, scrittrice britannica
- Yasuhiro Hashizume, ex giocatore di football americano giapponese
- Kaui Hart Hemmings, scrittrice statunitense
- Shawn Michael Hermann, astronomo e ingegnere statunitense
- Johnny Hiland, chitarrista statunitense
- Jake Hinkson, scrittore statunitense
- Nicholas Hlobo, artista sudafricano
- Hege Holen, ex sciatrice alpina norvegese
- Tang Hongbo, astronauta cinese
- Felix Hormuth, astronomo tedesco
- Brian Howes, produttore discografico, cantante e chitarrista canadese
- Hugh Howey, scrittore statunitense
- Andrew Michael Hurley, scrittore britannico
- Christian Hutter, ex sciatore alpino austriaco
- Alessandro Isola, architetto e designer italiano
- Takahiro Iwasaki, artista e scultore giapponese
- Edward Jarvis, scrittore britannico
- Sébastien Jondeau, modello francese
- Jin Ju, pianista cinese
- Farzad Kamangar, docente, giornalista e attivista iraniano († 2010)
- Kika Karadi, artista ungherese
- Shehan Karunatilaka, scrittore cingalese
- Tony Kelly, fotografo irlandese
- Gwenaël Kerléo, arpista e compositrice francese
- Mounès Khammar, regista cinematografico algerino
- Taku Kishimoto, drammaturgo giapponese
- David Kitt, musicista irlandese
- Fawzia Koofi, politica e attivista afghana
- Nina Kusturica, regista, produttrice cinematografica e montatrice bosniaca
- Eivind Kvaale, ex sciatore alpino norvegese
- Nick Laird, scrittore e poeta britannico
- Andrea Langi, attrice statunitense
- Bart Layton, regista e sceneggiatore britannico
- Emma Lowndes, attrice britannica
- Ma Weihua, cinese
- Anne Kristi Marken, ex fondista norvegese
- Samuel Marolla, fumettista italiano
- Cathy Marston, coreografa e ex ballerina britannica
- Travis Mathews, regista, sceneggiatore e produttore cinematografico statunitense
- Justin Mauriello, musicista statunitense
- Mohammad Hossein Mohammadi, scrittore afghano
- Wesley Morris, giornalista e critico cinematografico statunitense
- Paul Murray, scrittore irlandese
- Mihai Mălaimare Jr., direttore della fotografia rumeno
- Negru, batterista e percussionista rumeno († 2017)
- André Neves, matematico portoghese
- Teemu Nikki, regista, sceneggiatore e autore televisivo finlandese
- Irene Nonis, cantautrice italiana
- Marilù Oliva, scrittrice, saggista e insegnante italiana
- Leyla Pafumi, conduttrice televisiva e ex modella italiana
- Alberto Paleari, scrittore italiano
- Pantha du Prince, produttore discografico, musicista e compositore tedesco
- Mario Paolillo, ex giocatore di calcio a 5 italiano
- Angeliki Papoulia, attrice greca
- Joseph Pearson, saggista, giornalista e storico canadese
- Anna Lise Phillips, attrice australiana
- Luca Pisaroni, basso-baritono italiano
- Cristiano Porqueddu, chitarrista italiano
- Conchita Puglisi, attrice italiana
- Iskandar Qubti, regista, sceneggiatore e montatore palestinese
- Younès Rahmoun, artista marocchino
- J. Ralph, compositore, cantautore e produttore discografico statunitense
- Carlton Rara, cantante e compositore francese
- Hany Rashed, artista egiziano
- Rebecca Ream, ex modella statunitense
- Rupert Reid, attore australiano
- Reynaldo Dagsa, politico filippino († 2011)
- Nuria Rial, soprano spagnolo
- Pascal Ritzheim, ex giocatore di football americano tedesco
- Roa, writer belga
- Henry G. Roe, astronomo statunitense
- Éric Rolland, ex sciatore alpino francese
- Santiago Roncagliolo, scrittore, sceneggiatore e traduttore peruviano
- Manuel Ruiz Montealegre, regista colombiano
- Wilson Saba, scrittore e attore italiano
- Mussie Zerai, prete e attivista eritreo
- Damian Salas, giocatore di poker argentino
- Manuela Salvi, scrittrice italiana
- Gunjan Saxena, aviatrice e militare indiana
- Melanie Schöffmann, ex sciatrice alpina austriaca
- Giambattista Scirè, storico italiano
- Sanu Sherpa, alpinista nepalese
- Daniele Sinigallia, produttore discografico italiano
- Dima Slobodeniouk, direttore d'orchestra russo
- D. J. Sparr, compositore e chitarrista statunitense
- Sonja Stadler, ex sciatrice alpina austriaca
- Brankica Stanković, giornalista e conduttrice televisiva serba
- Reiner Michael Stoss, astronomo tedesco
- Zoë Strachan, scrittrice e giornalista scozzese
- Darren Styles, disc jockey inglese
- Leonie Swann, scrittrice tedesca
- Keita Takahashi, autore di videogiochi giapponese
- Gō Tanabe, fumettista giapponese
- Giuditta Tarantelli, sceneggiatrice e produttrice cinematografica italiana
- Mark Taubert, medico tedesco
- Janine Theriault, attrice canadese
- Craig Thomas, sceneggiatore e produttore televisivo statunitense
- Mike Thurmeier, regista e animatore canadese
- Daniele Tittarelli, sassofonista italiano
- Manfredi Toraldo, fumettista e blogger italiano
- Alessio Torino, scrittore e latinista italiano
- Megan Twohey, giornalista statunitense
- Claudio Vastano, scrittore italiano
- Jesús Vidal, attore spagnolo
- David Viele, ex sciatore alpino statunitense
- Fabio Viola, scrittore e traduttore italiano
- Foteini Vlachou, storica dell'arte e docente greca († 2017)
- Bess Wohl, drammaturga, sceneggiatrice e attrice statunitense
- Young Lay, rapper statunitense
- Robyn Young, scrittrice britannica
- Cristina Zagaria, scrittrice, giornalista e blogger italiana
- Tarek Zaki, artista egiziano
- Alejandro Zambra, scrittore e poeta cileno
- Christopher Mhlengwa Zikode, serial killer sudafricano
- Sameh Zoabi, regista palestinese
- Nasser bin Ali al-Ansi, terrorista yemenita († 2015)
- Reema bint Bandar Al Sa'ud, principessa, imprenditrice e filantropa saudita
- Patrick deWitt, scrittore e sceneggiatore canadese
- Iris Moné, cantautrice svizzera
- Michał Żołnowski, astronomo polacco